# Вейн, Генри Сесил Фрэнсис, 12-й барон Барнард
Генри Фрэнсис Сесил Вейн, 12-й барон Барнард, также известный как Гарри Вейн (англ. Henry John Neville Vane, 11th Baron Barnard; родился 11 марта 1959 года) — британский землевладелец и дворянин. Он унаследовал свой титул в 2016 году, когда умер его отец.

## Происхождение и ранняя жизнь
Родился 11 марта 1959 года. Единственный сын Джона Вейна, 11-го барона Барнарда (1923—2016), и и леди Давины Мэри, урожденной Сесил (1931—2018) , старшей дочери Дэвида Сесила, 6-го маркиза Эксетера, олимпийского золотого медалиста, вдохновившего персонажа лорда Эндрю Линдсея в фильме «Огненные колесницы» (1981).
Принцесса Алиса, герцогиня Глостерская, была одним из спонсоров его крещения. Он получил образование в Итонском колледже и Эдинбургском университете, где получил степень бакалавра наук, и Даремском университете, где получил степень MBA.
Живет и работает в графстве Дарем. Ему принадлежат поместья и замок Раби и другие владения.
Он является почетным президентом поисково-горноспасательной команды Тисдейл и Уирдейл.

## Семья
12 декабря 1998 года Генри Вейн женился на Лидии Кэтрин (Кейт) Робсон (род. 1969), дочери Кристофера Робсона из Радд-Холла, Ричмонд, Йоркшир. У них трое детей, две дочери и сын:
- Достопочтенная Сисели Маргарет Вейн (родилась 20 июня 2000 года)
- Достопочтенная Элис Изабелла Вейн (родилась 16 октября 2001 года)
- Достопочтенный Уильям Генри Сесил Вейн (родился 4 июня 2005 года), наследник титула.